# Lucien Sampaix
Lucien Sampaix est un journaliste communiste français, né à Sedan le 13 mai 1899 et otage fusillé par les nazis durant l'Occupation, à Caen, le 15 décembre 1941.
Issu de la classe ouvrière, il est mobilisé à la fin de la Première Guerre mondiale. Il adhère à la CGTU et au Parti communiste français au début des années 1920 ; permanent à partir de 1929, il poursuit une activité syndicale tout en étant rédacteur puis directeur du journal L'Exploité. Après une période d'emprisonnement, il est journaliste puis directeur du journal L'Humanité. Emprisonné pour ses activités clandestines fin 1939, il s'évade le 25 décembre 1940, est repris puis fusillé par les Allemands. Sa fille Simone Sampaix est une des rescapées du convoi de déportation à Auschwitz dit convoi des 31000.

## 1899-1923: jeunes années
Lucien Sampaix est né à Sedan en 1899, dans une famille ouvrière. À douze ans, Lucien entre à l'usine, comme apprenti mécanicien-ajusteur. Durant la Première Guerre mondiale, âgé de quinze ans, il fuit Sedan et l'avancée allemande avec sa famille vers la Marne, où il travaille comme ouvrier agricole. En avril 1918, il est incorporé à Metz, dans les services infirmiers.
Démobilisé en 1921, il devient mécanicien-ajusteur dans une usine textile, puis aux aciéries de Longwy.

## 1923-1932: les années de formation militante
Membre du syndicat unitaire des métaux (affilié à la Confédération générale du travail unitaire, CGTU), il est élu secrétaire du syndicat des métaux en 1923. Au mois de juin de la même année, il adhère au Parti communiste français.
Lucien Sampaix participe alors aux campagnes du jeune parti communiste :  combats sociaux, mais aussi combat contre l'occupation de la Ruhr en 1923, contre la guerre du Rif en 1925. Il fait ses premières armes de journaliste dans la presse militante locale en participant activement à l'Exploité de Reims, hebdomadaire communiste de la région  du Nord-Est (Marne, Ardennes, Aisne). Il est fréquemment licencié à cause de ses activités syndicales.
En 1929, il devient à 30 ans secrétaire de la région Nord-Est du Parti communiste. Désormais permanent du parti, il s'installe à Reims. Il dirige de nombreuses grèves dans la région. Le 3 novembre 1931, à la suite d'une série d'articles en faveur des « mutins de Calvi »[réf. nécessaire] et appelant à la fraternisation entre ouvriers et soldats, Lucien Sampaix est arrêté et condamné à six, puis dix mois de prison. Il entre en clandestinité quelque temps, puis est arrêté et purge sa peine de prison à Reims, à la Santé, puis à Clairvaux durant neuf mois jusqu'à une amnistie présidentielle.

## 1932-1939: le journaliste deL'Humanité
Peu après sa libération, en 1932, Lucien Sampaix entre à la rédaction de L'Humanité. Il y côtoie comme rédacteur de l'information politique, Marcel Cachin à la direction du journal, Paul Vaillant-Couturier à la rédaction en chef, et Louis Aragon, chargé quelque temps de l'information générale. Frappé par les évènements du 6 février 1934, il dénonce l'activité des ligues et les complicités dont bénéficient l'Allemagne nazie et l'Italie fasciste dans certains milieux en France.
Deux ans plus tard, en 1936, il est nommé au poste de secrétaire général de L'Humanité. En juillet 1939, il dénonce dans une série d'articles l'influence d'Otto Abetz dans la presse française (ce qui lui vaut un procès le 28 juillet 1939, conclu par un acquittement).
Il mène parallèlement une activité de militantisme politique et se porte candidat à plusieurs élections dans le 10e arrondissement de Paris, sans toutefois obtenir de mandat.

## 1939-1941: le journaliste deL'Humanitéclandestine

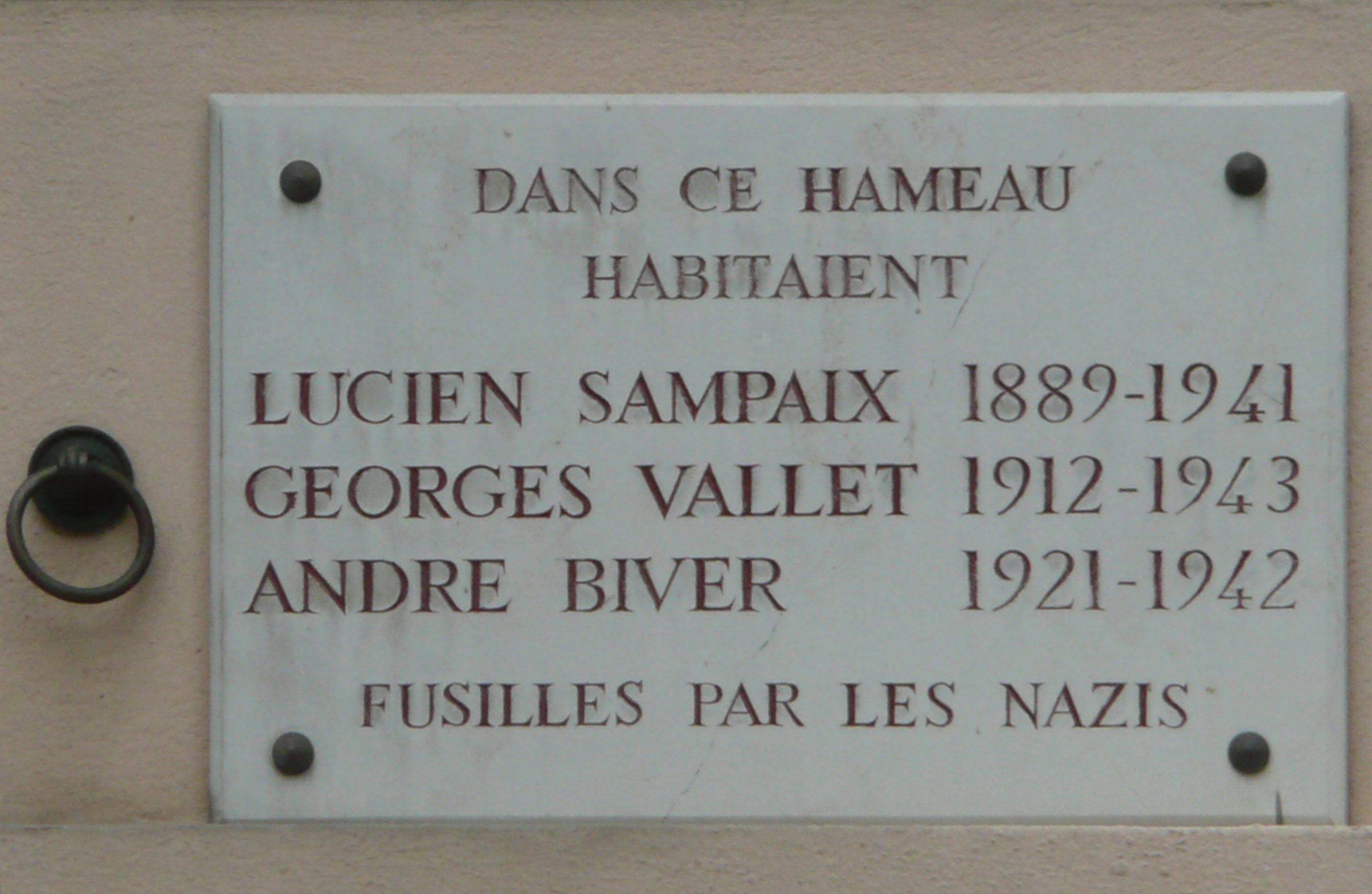
Plaque apposée sur la façade de l'immeuble sis 24 rue des Bois (angle rue des Bois et Émile-Devaux à Paris dans le). Les rues Émile Devaux et Paul-de-Koch délimitent le hameau habité par Lucien Sampaix et 2 autres résistants, Georges Vallet et André Biver.

Il est mobilisé comme ouvrier spécialisé dans une usine à Levallois, mais le directeur le refuse. Après l'interdiction de L'Humanité le 26 août 1939, Lucien Sampaix participe à la reparution clandestine du quotidien communiste, à la suite de quoi il est arrêté le 19 décembre 1939 par la police française. Après avoir subi de multiples transferts de camp d'internement en camp d'internement, il parvient à s'évader le 25 décembre 1940 et reprend contact avec les éditeurs clandestins de L'Humanité. Mais il est repris le 27 mars 1941. Le 21 août 1941, Pierre Georges, plus connu sous le surnom de colonel Fabien, résistant communiste et ancien des Brigades Internationales, abat l'aspirant allemand Mozer, à la station de métro Barbès-Rochechouart. Les Allemands exigent du gouvernement de Vichy des représailles à cet acte. Le régime pétainiste crée alors, le 24 août, des tribunaux spéciaux contre les menées communistes et anarchistes qui condamnent à mort trois communistes. Ils sont exécutés le 28 août 1941, et Lucien Sampaix est condamné, avec cinq autres camarades, aux travaux forcés à vie. Il est fusillé le 15 décembre 1941 par les forces allemandes.
Dès la Libération, il est élevé au panthéon du PCF, avec Gabriel Péri et Guy Môquet,.
Lucien Sampaix a eu trois enfants. La plus jeune, Simone Sampaix, née le 14 juin 1924, entrée dans la Résistance, sera arrêtée en mai 1942 et déportée à Auschwitz par le convoi du 24 janvier 1943 dont elle reviendra en 1945.

## Hommages
La 7101e compagnie FTP, première compagnie formée en Ardèche, comporte les détachements Salomon, Gabriel Péri et Sampaix (en hommage à Lucien Sampaix. Un 
petit groupe de FTP en Corrèze sera baptisé Lucien Sampaix Sous la responsabilité de Roger Ranoux.
Il existe de nombreux lieux publics portant son nom dont la rue Lucien-Sampaix à Paris, ou encore la RD 392 à Bezons.
Une cellule du Parti communiste français s'appelle la cellule Sampaix en son honneur.
Son nom figure sur la plaque commémorative du Panthéon en l'honneur des écrivains morts pour la France.
Dans le film Section spéciale, le rôle de Lucien Sampaix est interprété par Bruno Cremer.